# 群馬雷鶴
群馬雷鶴是位於群馬縣太田市的日本職業籃球隊，參賽於B聯賽第一級。

## 總教練
- 林正
- 萊恩·布萊克威爾（英语：Ryan Blackwell） (2012–13)
- 藤田弘輝（日语：藤田弘輝）
- 查理·帕克 (2014–15)
- 根間洋一（日语：根間洋一）
- 平岡富士貴（日语：平岡富士貴）
- 湯瑪斯·威斯曼（英语：Thomas Wisman）